# Kaede Hondo
Kaede Hondo (本渡 楓, Hondo Kaede), née le 6 mars 1996 à Nagoya, est une actrice et seiyū japonaise.

## Biographie
Elle s'est inscrite au Japan Narration Actor Institute. Après avoir terminé sa formation, elle s'est affiliée à l'agence de doublage I'm Enterprise (en).
En 2017, elle joué les rôles de Hikari Takanashi dans Freaky Girls, Hitomi Mishima dans Hinamatsuri, Kohaku Tsukishiro dans Iroduku : Le Monde en couleur, et Sakura Minamoto dans Zombie Land Saga. Lors de la 13e cérémonie des Seiyu Awards, elle est l'une des lauréates du prix de la meilleure nouvelle actrice.

## Filmographie

### Anime
2015
- Aoharu × Kikanjū : Yūka
- Diabolik Lovers : Melissa
- Lance N' Masques : Étudiant
- Noragami : Tomoko

2016
- Dagashi Kashi : Fille
- The Asterisk War : Maria
- Handa-kun : Miyoko Kinjo
- 91 Days : Luce Lagusa
- Danganronpa 3: The End of Hope's Peak High School : Aiko Umezawa
- Keijo!!!!!!!! : Kazane Aoba

2017
- Fûka : Chitose Haruna
- Freaky Girls : Hikari Takanashi
- Kirakira Pretty Cure a la Mode : Miku Kenjo
- Love and Lies : Kizuna Nejima

2018
- Hinamatsuri : Hitomi Mishima
- Magical Girl Site : Mikari Izumigamine
- Chio's School Road : Yuki Hosokawa
- Zombie Land Saga : Sakura Minamoto
- Romio vs Juliet : Nia Pomera
- Iroduku : Le Monde en couleur : Kohaku Tsukishiro

2019
- Moi, quand je me réincarne en Slime : Tear
- Demon Slayer: Kimetsu no Yaiba : Shigeru Kamado
- Tejina Sempai : Sempai
- Hensuki : Mizuha Kiryū
- Iruma à l'école des démons : Iks Elisabetta
- Val × Love : Natsuki Saotome

2020
- Bofuri : Je suis pas venue ici pour souffrir alors j'ai tout mis en défense. : Kaede Honjō
- Je la vois déjà en haut de l'affiche : Reo Igarashi
- Wandering Witch : Eleina
- Kakushigoto : Hina Tōmi

2021
- Zombie Land Saga Revange : Sakura Minamoto
- La Sorcière invincible tueuse de Slime depuis 300 ans : Laika
- Mieruko-chan : Slice of Horror : Hana Yurikawa
- Takt Op : Anna Schneider
- Deep Insanity : Sumire Motiki

2022
- Akebi's Sailor Uniform : Yasuko Nawashiro
- Kotaro en solo : Hiromi et Kakeru
- Ya Boy Kongming! : Eiko Tsukimi
- Dance Dance Danseur : Miyako Godai
- Parallel World Pharmacy : Charlotte Soller

2023
- Dr. Stone : New World : Kirisame
- Cycle 8 de Pokémon : Nanjamo
- Les 100 petites amies qui t'aiiiment à en mourir : Hakari Hanazono

2024
- A Sign of Affection : Rin Fujishiro
- Rising Impact : Yumiko Koizumi
- Mission: Yozakura Family : Mutsumi Yozakura
- One Piece : Vegapunk Atlas
- How I Married an Amagami Sister : Yuna Amagami
- Blue Archive : Hifumi Ajitani

### Films d'animation
2016
- Pop in Q : Daren[3]

2018
- Miraï, ma petite sœur : Mirai Ota